# Cofre de Perote
Il Cofre de Perote, il cui nome originale in lingua náhuatl è Nauhcampatépētl (da Nauh 'quattro', campa 'lato' e tepētl 'montagna', "montagna dei quattro lati".) o Naupa-Tecutépētl, è un vulcano estinto di 4.282 m s.l.m. Il nome spagnolo invece deriva dall'enorme roccia quadrata che forma la sua vetta e che viene chiamata cofre (cofano, forziere), e dalla cittadina di Perote che si trova a nord della montagna.
È l'ottavo monte più alto del Messico e si trova nello Stato di Veracruz, nel punto dove la Fascia Vulcanica Trasversale, che racchiude tutti i più alti picchi del Messico, incontra la Sierra Madre Orientale.
Cofre de Perote è anche il nome del parco nazionale che comprende il vulcano.

## Riferimenti
- (EN) Smithsonian Institution Global Volcanism Program: Cofre de Perote, su volcano.si.edu.